# Kasteel van Caunelles
Het Kasteel van Caunelles (Frans: Château de Caunelles) is een kasteel in de Franse gemeente Juvignac. Het kasteel is een beschermd historisch monument sinds 1989.